# Thomas Doherty
Thomas Doherty (* 21. dubna 1995) je skotský herec, známý hlavně díky roli v serialu The Lodge (Sean Matthews) a roli Harryho Hooka ve filmu Následníci 2 a Následníci 3. Doherty se narodil v Edinburghu. Má staršího bratra a mladší sestru.

## Život
Narodil se a byl vychován v Edinburghu ve Skotsku. Má staršího bratra a mladší sestru a jeho rodiče pracují v bankovnictví.
Doherty vystudoval Střední královskou školu v Edinburghu. Po střední škole se přihlásil na MGA Academy of Performing Arts. Ihned po dokončení školy v červnu 2015 podepsal smlouvu s Olivia Bell Management v Londýně. Doherty získal dovednosti v oboru herectví, zpěvu a různých typech tanců včetně klasických, současných, hip hopových nebo dokonce baletu.

### Osobní život
Thomas Doherty od roku 2016 chodil se svou seriálovou spoluherečkou z Následníků, Dove Cameron. V říjnu 2020 se rozešli.

## Kariéra
Po dokončení studia na MGA Academy of Performing Arts v létě 2015 se Doherty stal číšníkem v Edinburghu v Tigerlily Restaurant. Ve dnech volna rozdělil svůj čas mezi nahrávání The Lodge a práci s Edinburgh Fringe. Když mu byla nabídnuta role Seana Matthewse v The Lodge (česky Chata), musel podstoupit velmi intenzívní trénink v horské cyklistice, aby se na roli připravil. Protože je Matthews Skot, Doherty se soustředil, aby jeho přívzvuk byl co nejblíže přízvuku skotskému. The Lodge měl premiéru ve 108 zemích světa.
V roce 2016 spolupracoval Doherty na filmu Následníci 2 a zahrál si zde roli syna kapitána Jamese Hooka z Petra Pana. Následníci 2 byly natáčeni ve Vancouveru v Kanadě a premiéru měly o rok později na Disney Channel 21. července 2017. Stejnou roli si zahrál i v Následnících 3.
V srpnu 2017 byl Doherty jmenován jedním z 50 nejsportovněji vypadajících chlapců v časopisu Vogue. Na přelomu roku 2019 a 2020 se objevil v seriálu Legacies, ve kterém si zahrál roli Sebastiana. V roce 2019 si zahrál roli Zandera ve filmu High Strung Free Dance. V březnu 2020 bylo oznámeno, že si Doherty zahraje v připravovaném filmu kanálu HBO Max – Gossip Girl.

## Filmografie

### Film
| Rok  | Název                              | Role        | Poznámky            |
| ---- | ---------------------------------- | ----------- | ------------------- |
| 2016 | Lord of the Dance                  | Neil Tucker | krátkometrážní film |
| 2017 | Under The Sea: A Descendants Story | Harry Hook  | krátkometrážní film |
| 2018 | High Strung: Free Dance            | Zander      |                     |
| 2022 | The Bride                          | Walter      |                     |

### Televize
| Rok       | Název           | Role             | Poznámky               |
| --------- | --------------- | ---------------- | ---------------------- |
| 2013      | Drákula         | Kluk z ulice     | díl: „Sluha dvou pánů“ |
| 2016–2017 | The Lodge       | Sean Matthews    | hlavní role            |
| 2017      | Následníci 2    | Harry Hook       | TV film                |
| 2019      | Kateřina Veliká | Peter Zavadovsky | 3 díly                 |
| 2019      | Následníci 3    | Harry Hook       | TV film                |
| 2019–2020 | Odkaz           | Sebastian        | vedlejší role, 10 dílů |
| 2020      | High Fidelity   | Liam Shawcross   | 3 díly                 |
| 2021-2023 | Super drbna     | Maximus Wolfe    | hlavní role            |